# シン・ジア
シン・ジア（ハングル：신 지아、漢字：辛 智娥、2008年3月19日 - ）は、大韓民国のフィギュアスケート選手（女子シングル）。2024年江原道ユースオリンピック銀メダリスト。4年連続世界ジュニア選手権2位（2022年、2023年、2024年、2025年）。

## 経歴
2008年3月19日、大韓民国釜山広域市にて誕生。2015年、7歳でスケートを始めた。シンによると、スケートを始めたきっかけの1つはYouTubeで見たキム・ヨナの演技だったという。小学3年生の時、シンは大邱広域市に練習の拠点を移し、5年生に上がると同時にソウルに拠点を移した。2021年、韓国選手権のジュニアクラスで優勝を果たした。
2021–22シーズン、シンはジュニアグランプリシリーズのリュブリャナ杯でジュニア国際大会デビューを飾り、同大会では6位、次戦のバルティック杯では3位となった。世界ジュニア選手権では、イザボー・レヴィトに次ぐ2位となり、銀メダルを獲得した。世界ジュニア選手権でのメダル獲得は、韓国選手では2006年大会のキム・ヨナ以来16年ぶりの快挙となった。
2022–23シーズン、ジュニアグランプリシリーズ1戦目のリガ杯で優勝、バルティック杯では2位となった。ジュニアグランプリファイナルでは日本の島田麻央に次ぐ2位となり、自身初の銀メダルを獲得した。韓国女子選手のジュニアグランプリファイナルでのメダル獲得は、3位のキム・チェヨンとともに2005年大会のキム・ヨナ以来17年ぶりの快挙となった。シニアの韓国選手権では初優勝を果たした。世界ジュニア選手権では島田麻央に次ぐ2位となり、2年連続の銀メダルを獲得した。
2023–24シーズンの春、シンは練習拠点をソウルから日本・千葉県のMFアカデミーに移し、中庭健介の指導を受けることになった。しかし、細かい怪我や高校入試に関する問題が重なった影響で秋からは再び韓国に拠点を戻し、チ・ヒョンジュンとキム・ジンソが新たなコーチとなった。ジュニアグランプリシリーズでは2戦とも2位に大差をつけ優勝。ジュニアグランプリファイナルでは2年連続の銀メダルを獲得した。韓国選手権では2連覇を達成。1月下旬に地元・韓国で行われた江原道ユースオリンピックでは島田麻央に次ぐ銀メダルを獲得した。同大会の混合団体戦ではフリースケーティングで自己ベストを記録し、韓国チームの金メダル獲得に貢献した。世界ジュニア選手権では、ショートプログラム・フリースケーティングともに自己ベストを更新し、3年連続の銀メダルを獲得した。3年連続の世界ジュニア選手権メダル獲得はキャロライン・ジャン以来15年ぶりのことであった。
2024–25シーズンからブライアン・オーサーコーチに師事し、トロント・クリケット・クラブのあるカナダへ移住した。ジュニアグランプリシリーズではバンコク大会で4位、リュブリャナ杯で2位となり、ジュニアグランプリファイナルには進出できなかった。韓国選手権を前にフリープログラムを変更し、同大会ではキム・チェヨンに次いで2位となった。世界ジュニア選手権ではショートプログラム7位からフリースケーティングで逆転し、銀メダルを獲得した。4年連続の世界ジュニア選手権メダル獲得は史上初の快挙となった。

## 競技成績

### ISUパーソナルベストスコア
- SP - ショートプログラム、FS - フリースケーティング
- TSS - 部門内合計得点（英: Total segment score）は太字
- TES - 技術要素点（英: Technical element score）、PCS - 演技構成点（英: Program component score）

| 部門 | 種類 | 得点   | 大会                     |
| ---- | ---- | ------ | ------------------------ |
| 総合 | TSS  | 212.43 | 2024年世界ジュニア選手権 |
| SP   | TSS  | 73.48  | 2024年世界ジュニア選手権 |
| SP   | TES  | 41.31  | 2024年世界ジュニア選手権 |
| SP   | PCS  | 32.17  | 2024年世界ジュニア選手権 |
| FS   | TSS  | 138.95 | 2024年世界ジュニア選手権 |
| FS   | TES  | 74.52  | 2024年世界ジュニア選手権 |
| FS   | PCS  | 65.02  | 2024年世界ジュニア選手権 |

### 主な戦績
- GP - ISUグランプリシリーズ
- CS - ISUチャレンジャーシリーズ

| 大会名            | 2025–26 |
| ----------------- | ------- |
| GP 中国杯         | TBD     |
| CS クランベリー杯 | 3位     |

- 括弧内の数字は団体戦における個人順位
- JGP - ISUジュニアグランプリシリーズ
- S - シニアクラス

| 大会名                   | 2020–21 | 2021–22 | 2022–23 | 2023–24   | 2024–25 |
| ------------------------ | ------- | ------- | ------- | --------- | ------- |
| ユースオリンピック       |         |         |         | 2位       |         |
| 世界ジュニア選手権       |         | 2位     | 2位     | 2位       | 2位     |
| JGP ファイナル           |         |         | 2位     | 2位       |         |
| JGP リュブリャナ杯       |         |         |         |           | 2位     |
| JGP バンコク             |         |         |         |           | 4位     |
| JGP オーストリア杯       |         |         |         | 1位       |         |
| JGP ブダペスト           |         |         |         | 1位       |         |
| JGP リガ杯               |         |         | 1位     |           |         |
| JGP バルティック杯       |         |         | 2位     |           |         |
| JGP バルティック杯       |         | 3位     |         |           |         |
| JGP スロベニア杯         |         | 6位     |         |           |         |
| ユースオリンピック団体戦 |         |         |         | 1位 (1位) |         |
| 韓国選手権               | 1位     | 4位 S   | 1位 S   | 1位 S     | 2位 S   |

### 詳細成績
- パーソナルベストは太字で表示

| 2025-2026 シーズン  |                                                       |         |          |          |
| 開催日              | 大会名                                                | SP      | FS       | 結果     |
| 2025年8月7日 - 10日 | ISUチャレンジャーシリーズクランベリー杯（ノーウッド） | 3 62.12 | 3 117.85 | 3 179.97 |

| 2024-2025 シーズン     |                                                                |         |          |          |
| 開催日                 | 大会名                                                         | SP      | FS       | 結果     |
| 2025年2月24日 - 3月2日 | 2025年世界ジュニアフィギュアスケート選手権（デブレツェン）     | 7 63.57 | 2 126.96 | 2 190.53 |
| 2024年10月2日 - 5日    | 2024/2025 ISUジュニアグランプリ リュブリャナ杯（リュブリャナ） | 1 69.24 | 2 123.80 | 2 193.04 |
| 2024年9月11日 - 14日   | 2024/2025 ISUジュニアグランプリ バンコク（バンコク）           | 6 54.89 | 3 119.10 | 4 173.99 |

| 2023-2024 シーズン     |                                                          |         |          |          |
| 開催日                 | 大会名                                                   | SP      | FS       | 結果     |
| 2024年2月26日 - 3月3日 | 2024年世界ジュニアフィギュアスケート選手権（台北市）     | 1 73.48 | 2 138.95 | 2 212.43 |
| 2024年2月1日           | 2024年江原道ユースオリンピック団体戦（江原特別自治道）   |         | 1 137.48 | 1 団体   |
| 2024年1月28日 - 30日   | 2024年江原道ユースオリンピック（江原特別自治道）         | 3 66.48 | 2 125.35 | 2 191.83 |
| 2024年1月4日 - 7日     | 2024年韓国フィギュアスケート選手権（議政府市）           | 1 69.08 | 1 149.28 | 1 218.36 |
| 2023年12月7日 - 10日   | 2023/2024 ISUジュニアグランプリファイナル（北京市）      | 1 69.08 | 2 131.67 | 2 200.75 |
| 2023年9月20日 - 23日   | 2023/2024 ISUジュニアグランプリ ブダペスト（ブダペスト） | 1 66.25 | 1 134.49 | 1 200.74 |
| 2023年8月30日 - 9月2日 | 2023/2024 ISUジュニアグランプリ オーストリア杯（リンツ） | 1 70.38 | 1 130.95 | 1 201.33 |

| 2022-2023 シーズン     |                                                              |         |          |          |
| 開催日                 | 大会名                                                       | SP      | FS       | 結果     |
| 2023年2月27日 - 3月5日 | 2023年世界ジュニアフィギュアスケート選手権（カルガリー）     | 2 71.19 | 1 130.71 | 2 201.90 |
| 2023年1月5日 - 9日     | 2023年韓国フィギュアスケート選手権（議政府市）               | 2 70.95 | 1 142.06 | 1 213.01 |
| 2022年12月8日 - 11日   | 2022/2023 ISUジュニアグランプリファイナル（トリノ）          | 2 69.11 | 2 131.21 | 2 200.32 |
| 2022年10月5日 - 8日    | 2022/2023 ISUジュニアグランプリ バルティック杯（グダニスク） | 3 63.72 | 2 130.97 | 2 194.69 |
| 2022年9月7日 - 10日    | 2022/2023 ISUジュニアグランプリ リガ杯（リガ）               | 1 70.41 | 1 124.27 | 1 194.68 |

| 2021-2022 シーズン      |                                                                |         |          |          |
| 開催日                  | 大会名                                                         | SP      | FS       | 結果     |
| 2022年4月13日 - 17日    | 2022年世界ジュニアフィギュアスケート選手権（タリン）           | 2 69.38 | 1 136.63 | 2 206.01 |
| 2022年1月7日 - 9日      | 2022年韓国フィギュアスケート選手権（議政府市）                 | 2 68.97 | 4 135.11 | 4 204.08 |
| 2021年9月29日 - 10月2日 | 2021/2022 ISUジュニアグランプリ バルティック杯（グダニスク）   | 2 67.28 | 3 116.13 | 3 183.41 |
| 2021年9月22日 - 25日    | 2021/2022 ISUジュニアグランプリ リュブリャナ杯（リュブリャナ） | 7 55.82 | 4 122.83 | 6 178.65 |

| 2020-2021 シーズン   |                                                              |         |         |          |
| 開催日               | 大会名                                                       | SP      | FS      | 結果     |
| 2021年2月24日 - 26日 | 2021年韓国フィギュアスケート選手権ジュニアクラス（議政府市） | 1 55.90 | 1 91.59 | 1 147.49 |

## プログラム使用曲
| シーズン | ショートプログラム | フリースケーティング | エキシビション                                                                       |
| -------- | --- | --- | ------------------------------------------------------------------------------------ |
| 2018–19  | スウェイ - 演奏：プッシーキャット・ドールズ - 振付：シン・イェジ                                                                         | ハレルヤ - 作曲：レナード・コーエン - 演奏：リンジー・スターリング - 振付：シン・イェジ                                                                      | —                                                                                    |
| 2019–20  | ジャンピング・ジャック - 曲：ビッグ・バッド・ヴードゥー・ダディ - 振付：シン・イェジ                                                     | 映画『ミス・ペレグリンと奇妙なこどもたち』より - 振付：シン・イェジ                                                                                          | —                                                                                    |
| 2020–21  | 誰も寝てはならぬ - オペラ『トゥーランドット』より - 作曲：ジャコモ・プッチーニ - 振付：シン・イェジ                                      | 映画『世界でいちばん不運で幸せな私』より - 振付：シン・イェジ                                                                                                | —                                                                                    |
| 2021–22  | ラ・ボエーム - 曲：シャルル・アズナヴール - 振付：シン・イェジ                                                                           | 映画『世界でいちばん不運で幸せな私』より - 振付：シン・イェジ                                                                                                | —                                                                                    |
| 2022–23  | The Giving - 曲：マイケル・W・スミス - 振付：シン・イェジ                                                                                | Tree of Life Suite - 曲：ロベルト・カッチャパーリア - 振付：シン・イェジ                                                                                     | ジャンピング・ジャック - 曲：ビッグ・バッド・ヴードゥー・ダディ - 振付：シン・イェジ |
| 2023–24  | 魅惑のワルツ - 映画『昼下りの情事』より - 作曲：フェルモ・ダンティ・マルケッティ - 演奏：アンドレ・リュウ - 振付：デヴィッド・ウィルソン | メドレー 1. Not About Angels - 映画『きっと、星のせいじゃない。』より - 曲：バーディー 2. Portion of Eternity - 曲：Karl Hugo - 振付：デヴィッド・ウィルソン | The Giving - 曲：マイケル・W・スミス - 振付：シン・イェジ                            |
| 2023–24  | 魅惑のワルツ - 映画『昼下りの情事』より - 作曲：フェルモ・ダンティ・マルケッティ - 演奏：アンドレ・リュウ - 振付：デヴィッド・ウィルソン | メドレー 1. Not About Angels - 映画『きっと、星のせいじゃない。』より - 曲：バーディー 2. Portion of Eternity - 曲：Karl Hugo - 振付：デヴィッド・ウィルソン | 黒い瞳 - 演奏：古澤巌 - 振付：鈴木明子                                               |
| 2024–25  | アディオス・ノニーノ - 作曲：アストル・ピアソラ - 振付：デヴィッド・ウィルソン                                                           | ダフニスとクロエ - 作曲：モーリス・ラヴェル - 振付：ローリー・ニコル                                                                                         |                                                                                      |
| 2024–25  | アディオス・ノニーノ - 作曲：アストル・ピアソラ - 振付：デヴィッド・ウィルソン                                                           | 愛の夢第3番変イ長調 - 作曲：フランツ・リスト - 演奏：ラン・ラン - 振付：デヴィッド・ウィルソン                                                               |                                                                                      |